# German Police Project Team
Das German Police Project Team (GPPT) war ein von 2002 bis 2021 bestehendes bilaterales Polizeiprojekt in Afghanistan des Bundesministeriums des Innern, für Bau und Heimat. Das GPPT stellte neben dem militärischen Einsatz der Bundeswehr im Rahmen der NATO-Mission Resolute Support (RS) das zivil-polizeiliche Engagement der Bundesregierung in Afghanistan zur Ausbildung und Beratung sowie Unterstützung der Afghanische Nationalpolizei dar. Das militärische Äquivalent war das Operational Mentoring and Liaison Team.

## Hintergrund
Deutsches Engagement in Afghanistan im Bereich der Polizei geht bis in 1960er und 1970er Jahre zurück. Bereits zu dieser Zeit wurden deutsche Polizeibeamte als Berater nach Kabul entsandt. Nach der Intervention der Internationalen Gemeinschaft sowie dem Sturz des Taliban-Regimes im Jahr 2001 begann eine Koordinierung des politischen und wirtschaftlichen Wiederaufbaus. Auf der in Genf im April 2002 stattfindenden G8-Geberkonferenz wurde u. a. eine Sicherheitssektorreform in Afghanistan beschlossen. Hierbei wurden unterschiedliche nationale Verantwortlichkeiten festgelegt („lead nations“). Die USA waren demnach für die Afghanische Armee, das Vereinigte Königreich für die Drogenbekämpfung, Italien für das Justizsystem, Japan für die Entmilitarisierung und Deutschland für die Afghanische Nationalpolizei (ANP) zuständig. Basierend hierauf wurde noch im selben Jahr das German Police Project Office (GPPO) in Kabul als Vorläuferorganisation des GPPT eingerichtet, welches bis 2007 bestand. Die Leitung des Polizeiaufbaus in Afghanistan ging im Laufe des Jahres 2007 auf die EUPOL-Mission in Afghanistan über. Im Juni 2007 wurde schließlich das GPPO in German Police Project Team (GPPT) umbenannt.

## Rechtsgrundlagen
Am 15. März 2002 wurde die Vereinbarung zwischen dem Bundesministerium des Innern, für Bau und Heimat und dem Innenministerium der Interimsregierung von Afghanistan über die Einrichtung eines Projektbüros zum Wiederaufbau der Afghanischen Polizei im Rahmen des Stabilitätspaktes Afghanistan (Sitz- und Statusabkommen) geschlossen. Bei dem GPPT handelt es sich um einen Auslandseinsatz der deutschen Polizei, welcher nicht auf § 8 BPolG (Verwendung im Ausland) gestützt werden kann, sondern der seine verfassungsrechtliche Grundlage im Rahmen der auswärtigen Gewalt unmittelbar in Art. 32 Abs. 1 GG findet. Demnach ist die Pflege der Beziehungen zu auswärtigen Staaten ausschließliche Sache des Bundes. Mit dem zwischenstaatlichen Abkommen vom 15. März 2002 erklärte die Islamische Republik Afghanistan das erforderliche Einvernehmen des deutschen polizeilichen Engagements auf ihrem Hoheitsgebiet.

## Aufgaben

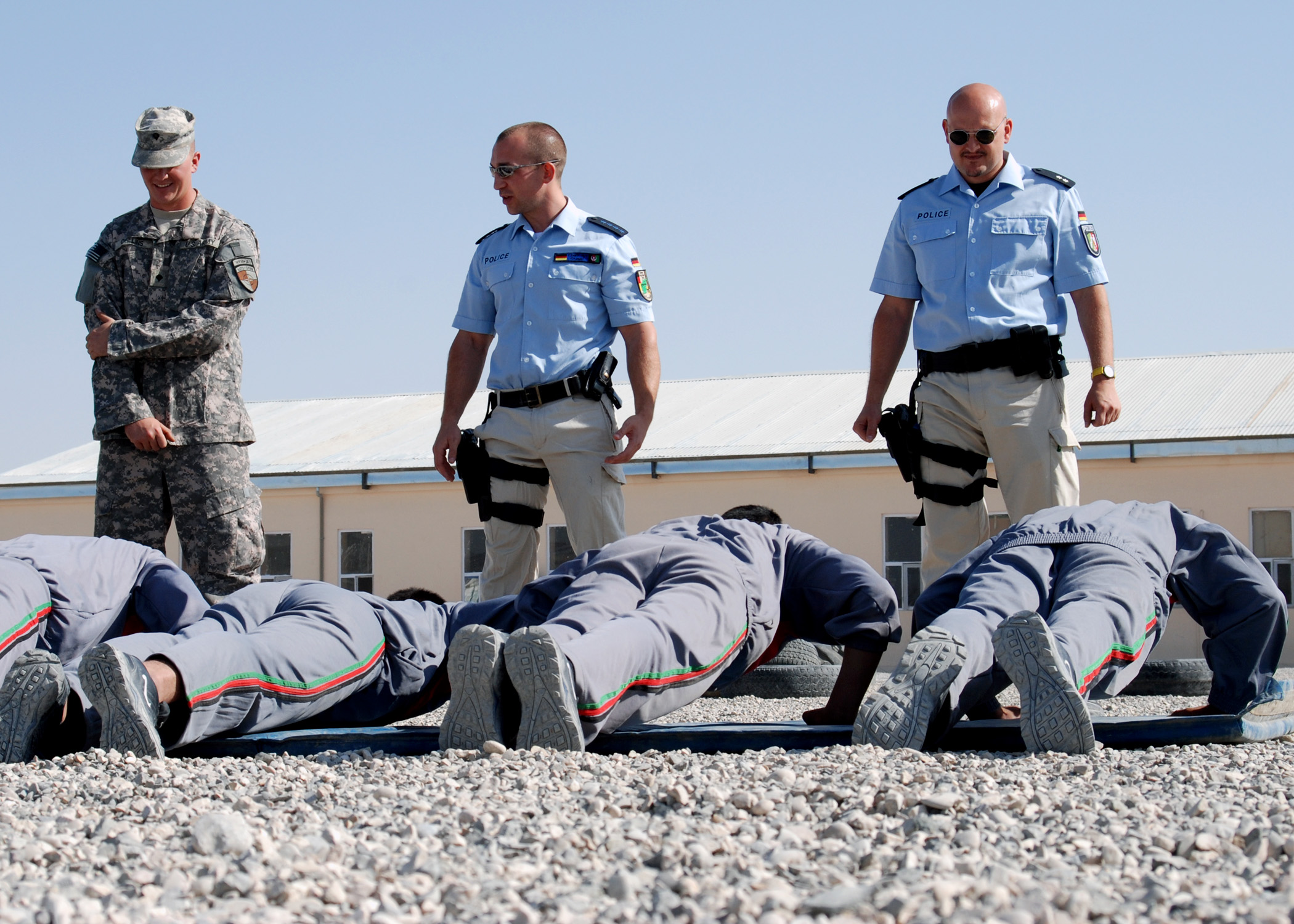
Polizisten des GPPT beaufsichtigen ein Training der ANP. Camp Shaheen, Masar-e Scharif 2010

Die Aufgaben des GPPT sind in Art. 2 des Abkommens, zuletzt geändert am 23. Oktober 2006, detailliert beschrieben:
- Beratung der afghanischen Sicherheitsbehörden bei der Führung und Leitung einer rechtsstaatlichen Grundsätzen und der Beachtung der Menschenrechte verpflichteten afghanischen Polizei
- Unterstützung bei der Ausbildung afghanischer Polizeibeamter, insbesondere von Multiplikatoren
- Umsetzung der bilateralen polizeilichen Ausstattungshilfe
- Aktive Beteiligung an der Koordinierung der internationalen Unterstützung für den Aufbau der afghanischen Polizei

Konkret ausgestaltet wird das Engagement des GPPT beispielsweise durch Ausbildungsmaßnahmen im Bereich der Luftsicherheit, der Dokumentenprüfung sowie der flughafenspezifischen Entschärfergruppe (EOD) bzw. durch Ausbildungsmaßnahmen im Bereich des Polizeiausbildung (Schießausbildung, Selbstverteidigung usw.). Ebenso leistet das GPPT Ausstattungshilfe u. a. durch Errichtung von Unterkunftsgebäuden, Technikräumen und Lage- und Einsatzzentralen für die Polizei sowie Beschaffung von Kommunikationstechnik.

## Einsatzorte
Der Einsatz erfolgte zunächst in Kabul und wurde anschließend auf die Orte Mazar-e-Sharif, Kunduz und Feyzabad ausgeweitet. Darüber hinaus waren im Rahmen des FDD-Programms (Focused District Development), Beamte zur Beratung/Ausbildung von afghanischen Sicherheitskräften in verschiedenen Distrikten vor Ort eingesetzt. Die Außenstellen Kunduz sowie Fayzabad wurden im Laufe der Zeit geschlossen, sodass bis zum Ende des GPPT nur noch die Standorte in Mazar-e-Sharif (im Bundeswehrcamp Marmal) sowie in Kabul aktiv waren.

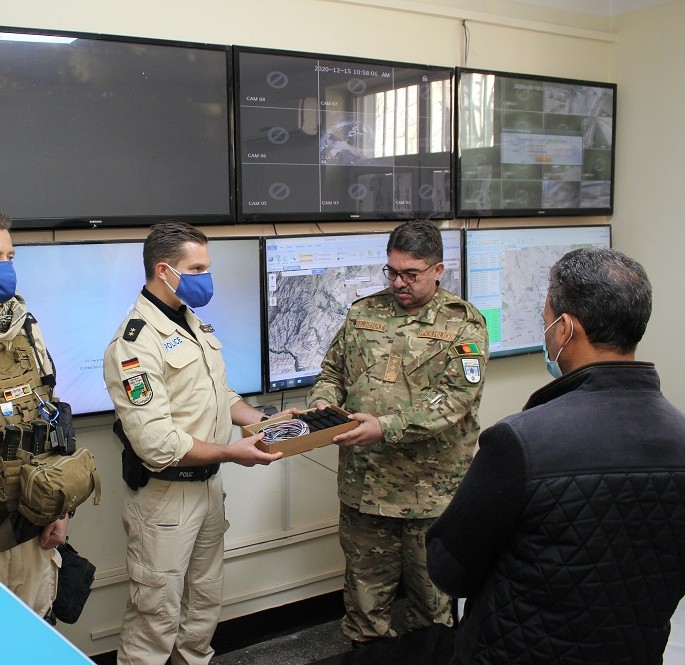
Übergabe von technischem Material an die Kabul City Police

## Personal
Das seit 2002 bestehende zivil-polizeiliche Engagement der Bundesregierung in Afghanistan ist das umfangreichste in der Geschichte der Bundesrepublik. Beim GPPT sind Beamten der Bundespolizei, der Polizeien der Länder sowie des Bundeskriminalamtes eingesetzt. Die Leitung des GPPT (Head of Mission) obliegt immer einem Beamten des höheren Dienstes der Bundespolizei. Im Jahr 2018 wurden insgesamt 131 Polizisten in Afghanistan im GPPT eingesetzt. Durchschnittlich befanden sich 53 Polizisten in Afghanistan im Einsatz. Der Frauenanteil betrug 12,2 Prozent.

## Auflösung
Mit Wirkung zum 30. April 2021 wurde das GPPT durch Anordnung des BMI aufgelöst. Die Auflösung des GPPT wurde wie folgt begründet:

„Hintergrund für die Beendigung des GPPT sind die Entscheidungen des US-Präsidenten und des NATO-Rats, die US-Truppen und die Resolute Support Mission spätestens bis zum 11. September 2021 aus Afghanistan abzuziehen sowie der Abzug der Bundeswehr bis spätestens Mitte August.“

## Afghanistan-Spange

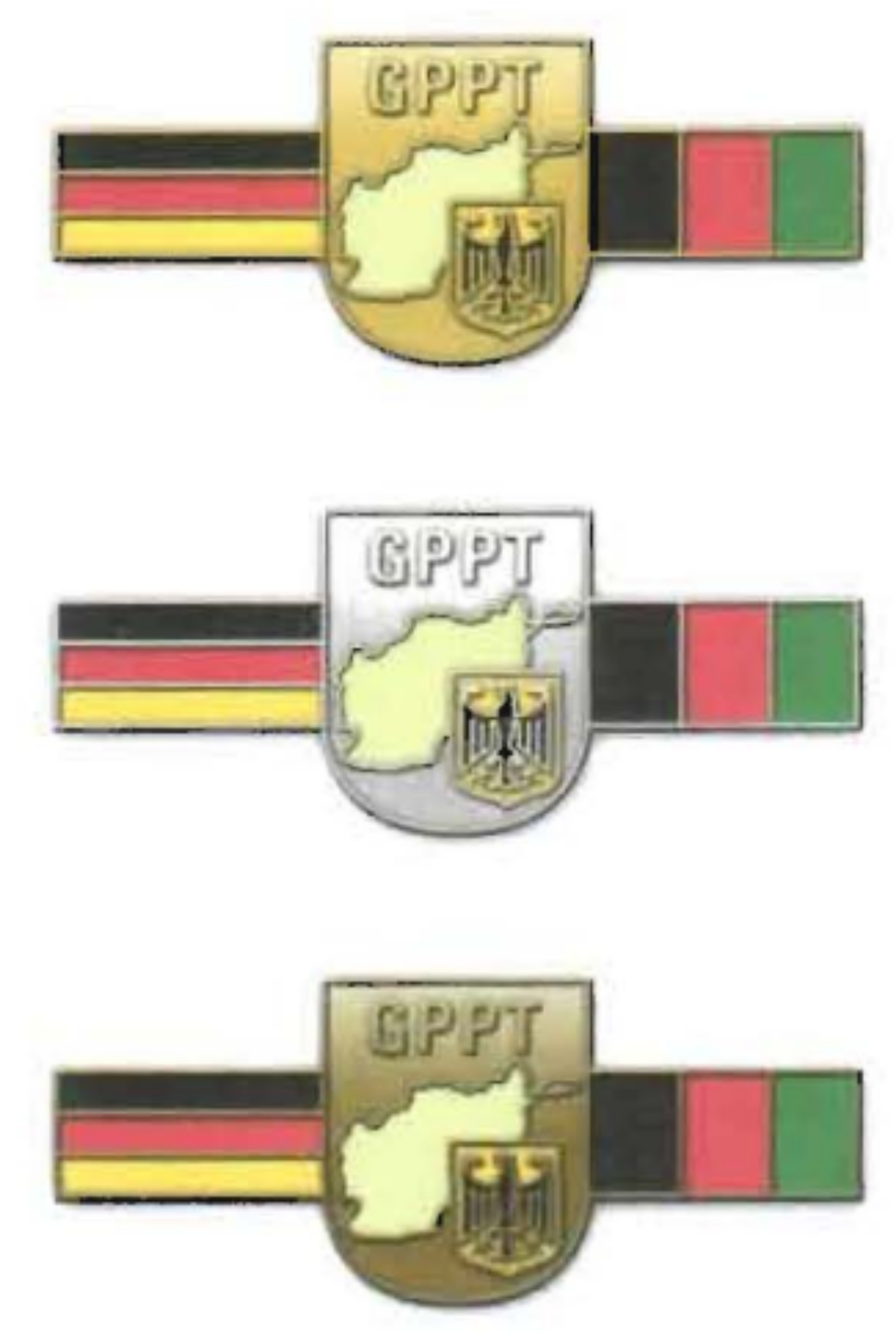
Afghanistan-Spange (gold, silber und bronze)

Bei der Afghanistan-Spange handelt es sich um ein Orden- und Ehrenzeichen des Bundesministeriums des Innern, für Bau und Heimat. Dieses wurde im Jahr 2011 auf eine Initiative des Bundesinnenministers, Thomas de Maizière, als eine projektspezifische Auszeichnung für das bilaterale deutsche Polizeiprojekt in Afghanistan eingeführt. Seither können alle Polizisten des Bundes und der Länder nach Beendigung ihres Einsatzes im bilateralen Polizeiprojekt als Zeichen des Dankes und der Anerkennung mit der Afghanistan-Spange ausgezeichnet werden. Die Afghanistan-Spange wird in Abhängigkeit von der Einsatzzeit in Gold (ab 15 Monaten Einsatzzeit), Silber (ab 7 Monaten Einsatzzeit) oder Bronze (ab 3 Monaten Einsatzzeit) verliehen. Die Afghanistan-Spange hat eine Größe von 48 × 18 mm und enthält die Landesfarben von Deutschland und Afghanistan. Das Prägeschild mit Relief des Landes Afghanistan, dem Bundeswappen und der Inschrift GPPT ist Ausdruck des bilateralen polizeilichen Engagements in Afghanistan.